# 白衣の婦人

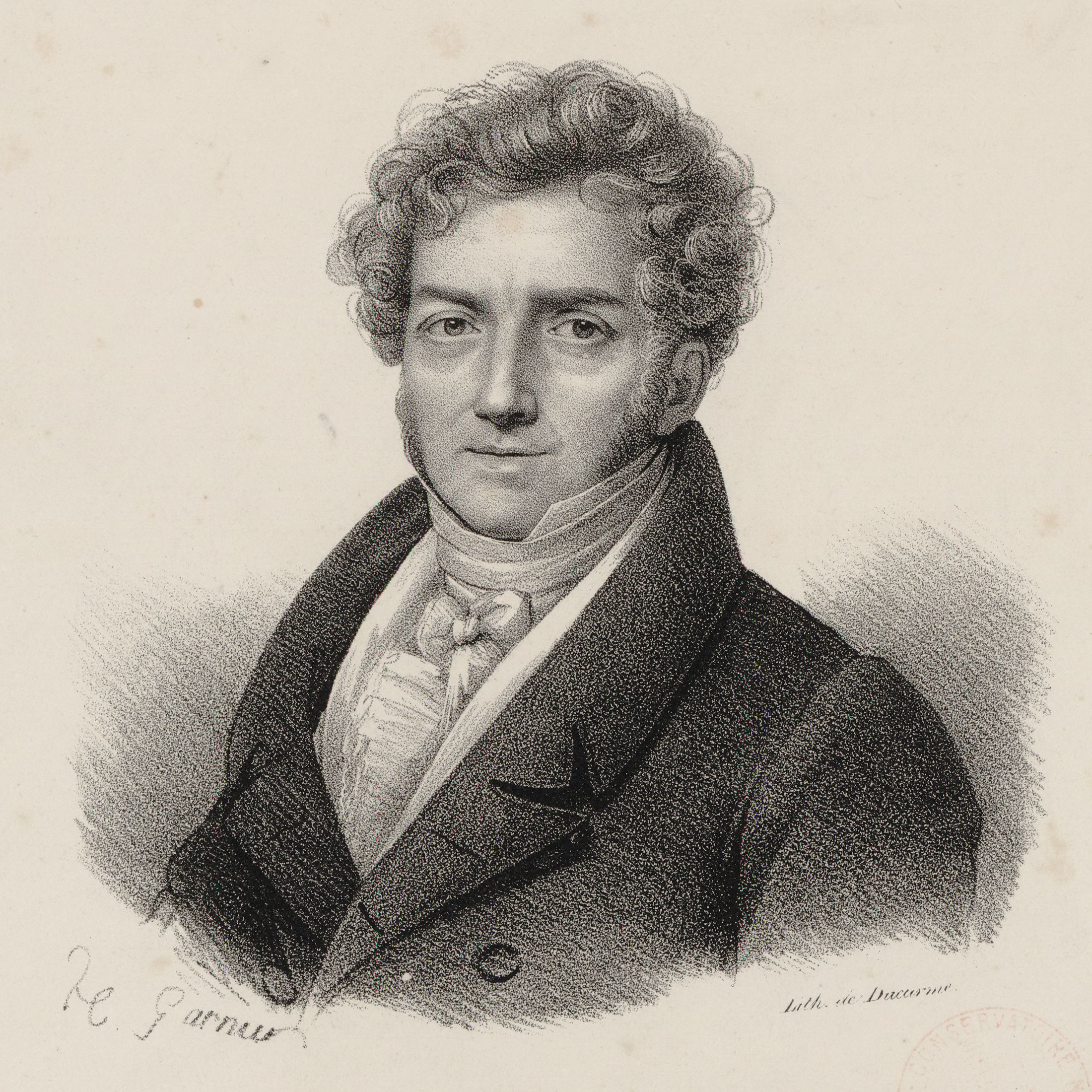
フェルディナン・ボワエルデュー

『白衣の婦人』（はくいのふじん、フランス語: La Dame blanche）は、フランソワ＝アドリアン・ボワエルデューによる全3幕からなるオペラ・コミックで、1825年12月10日にパリのオペラ＝コミック座で初演された。『白い貴婦人』とも表記される。リブレットはウォルター・スコットの小説『ガイ・マナリング』（Guy Mannering、1815年）および『修道院』（The Monastery、1920年）から素材が抜粋されており、ウジェーヌ・スクリーブによってフランス語で書かれている。

## 概要

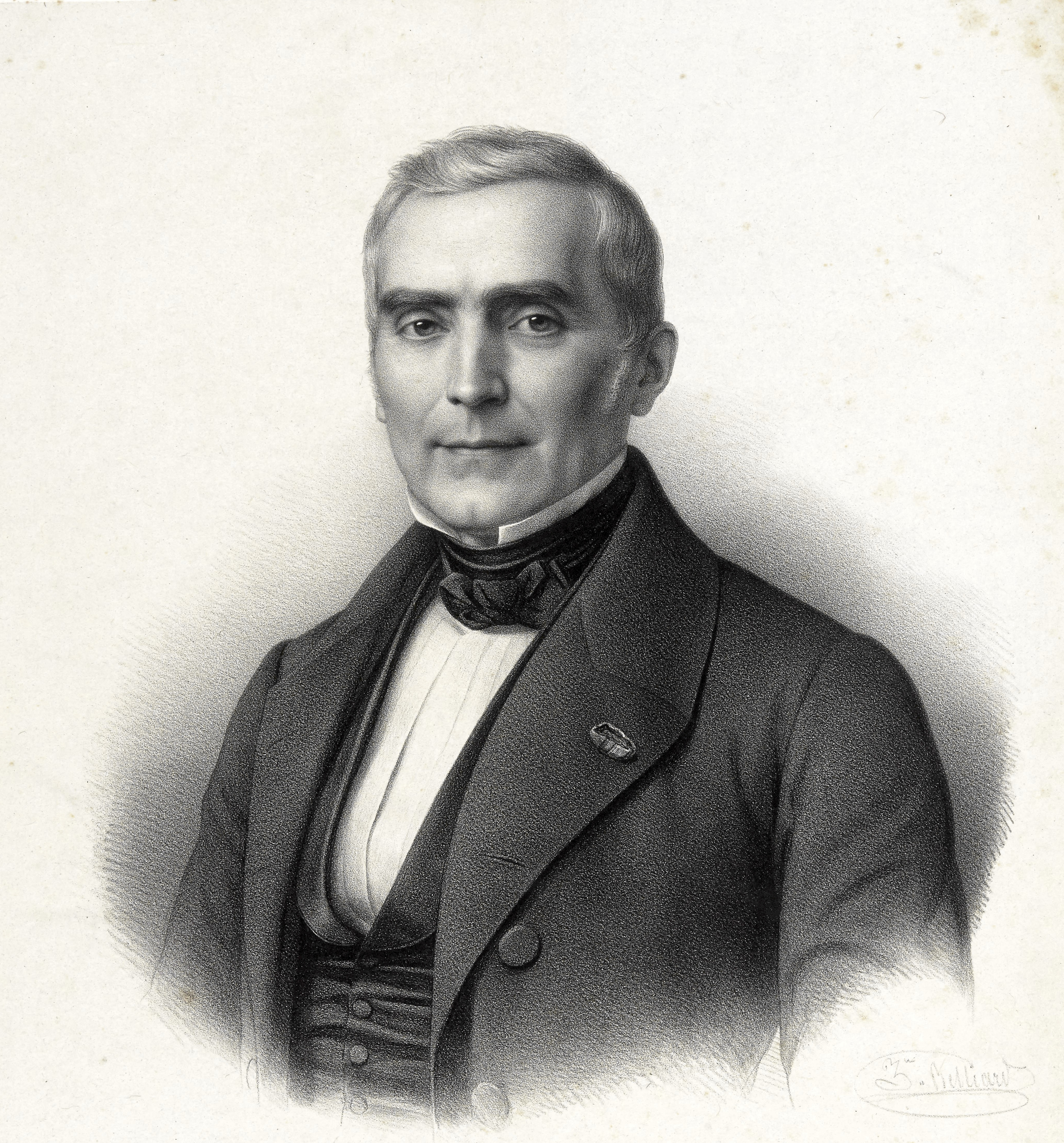
ゼフィリン・ベリアールによるスクリーブ

本作は初演後、即座に人気作となり、パリの聴衆を沸かせた。スコットランドの古城と、夜に現れる「白衣の婦人」という、ロマンティックで少々不気味な物語を喜劇として仕立て上げている。19世紀のフランス・オペラ・コミックの手本となった。1862年には1，000回目、1914年には1,675回目の上演がパリ・オペラ・コミック座でなされた。本作はオペラ・コミック座での演目としては、『カルメン』、『マノン』、『ミニョン』に次いで4番目に多く上演された演目である。
本作には有名な《ロビン・アデーア》のほかスコットランド民謡が引用されている。
グラウトは『白衣の婦人』について代表作であり、初演後の「40年間に1，000回近くも上演された。ロッシーニのイタリア風オペラ・ブッファの人気に対して、ほとんど孤立無援で国民的なフランスのオペラ・コミックを守り続けたのはボワエルデューの力であった。彼の音楽は特に技巧的でもなければ、才気の閃きもない。しばしば単調に過ぎるフレーズの積み重ね、極端なテキストの繰り返しは確かに批判の対象になり得る。だが、それはともかくとして、彼の音楽は明晰、節度、簡潔というフランス音楽の特徴を良く示している。以上の特徴はスクリーブのリブレットにも表れている。リブレットは長らく行く先の知れない主人公、幽霊城、隠された宝など、興味をそそる事件をロマンティックな劇作法の最良の伝統に従って結び合わせている。スコットランドが物語の背景になっていることから、作曲者は最後の幕に《ロビン・アデーア》の旋律を入れている。この旋律と関係のある合唱のテーマはフィナーレに繰り返し現れるが、幾分甘くセンチメンタルなボワエルデュー好みの典型的な例である」と指摘している。

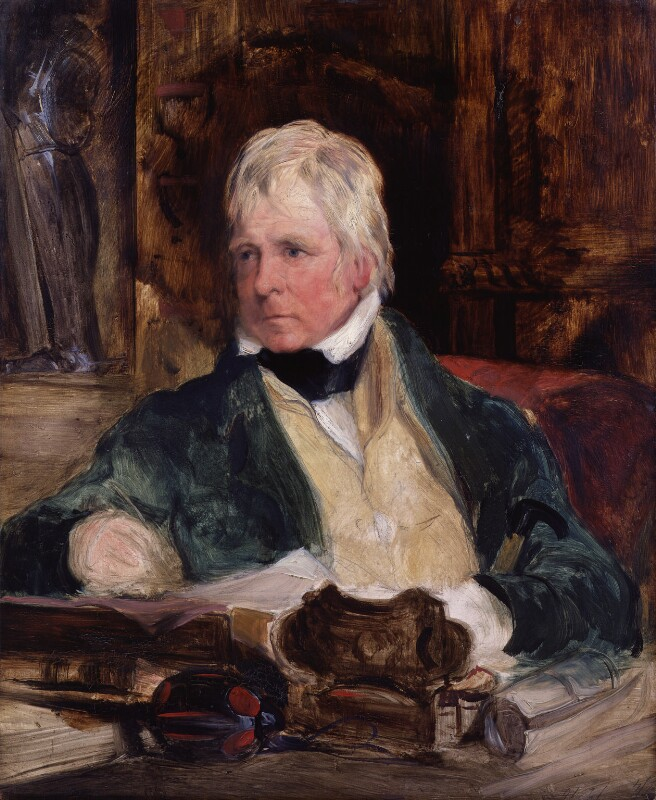
エドウィン・ランドシーアによるウォルター・スコット

ラヴォアによれば「スクリーブのリブレットは、巧妙さ、作曲するのに都合よく接配された場面、協力する作曲家それぞれに適した主題を与える機転などの点で目立っている。『フラ・ディアヴォロ』、『黒いドミノ』、『王冠のダイヤモンド』、『ジラルダ』と共に『白衣の婦人』は最優秀作に列せられるし、事実、非常によくできたリブレットである」。本作の出現した1825年以降は作曲家たちは面白く、巧みで、劇的場面のたくさんある、そしてその上、才気に満ちてさえいる歌詞に作曲せざるを得なくなったのである。
ノルベール・デュフルクによればグレトリの後継者であるボワエルデューは旋律の霊感と舞台についての本能を持っていた。そしてしかも、声を引き立てる楽器の用法を探り当てている。優雅さと軽やかさに満ちていることが、その音楽に真摯で優しい、心温まる調子を授け、そうした調子がまた、彼をモーツァルトに似かよわせているのである。
ボワエルデューの音楽を語る際にはよくモーツァルトが引き合いに出されてきたが、そのことは彼の音楽の主調と性質を良く表現している。また、ボワエルデューの芸術は優れてフランス的なものと言えよう。それは優しく機知に富み、感受性豊かで、知的であり、あらゆるわざとらしさを嫌い、繊細な独創性を有し、素朴であると同時に緻密な筆で書かれているからである。
イギリス初演は1826年 10月9日、ロンドンのドルリー・レーン劇場にて、アメリカ初演は1827年2月6日 に ニューオリンズのオルレアン劇場にて、ムートニエ、アレクサンドルらの配役で行われた。
近年の注目すべき上演としては2020年のパリ・オペラ・コミック座（2~3月）、これはニース歌劇場およびリモージュ歌劇場との共同制作があり、さらに、2021年 2月9日のレンヌ歌劇場による上演が挙げられる。

## 登場人物
| 人物名               | 声域         | 原語          | 役柄                       | 1825年12月10日初演時のキャスト 指揮者：シャルル=フレデリック・クルーベ Charles-Frédéric Kreubé |
| -------------------- | ------------ | ------------- | -------------------------- | ---------------------------------------------------------------------------------------------- |
| ジョルジュ・ブラウン | テノール     | Georges Brown | 旧城主の息子で、ジュリアン | アントワーヌ・ポンシャール （Antoine Ponchard）                                                |
| アンナ               | ソプラノ     | Anna          | 旧城主の養女               | アントワネット=ウジェニー・リゴー （Antoinette-Eugénie Rigaut）                                |
| ガヴェストン         | バス         | Gaveston      | 城を乗っ取ろうとする城代   | アンリ・デーヌ （Henry Deshaynes）                                                             |
| ジェニー             | メゾソプラノ | Jenny         | ディクソンの妻             | マリー=ジュリー・アッリニェ （Marie-Julie Halligner）                                          |
| ディクソン           | バリトン     | Dickson       | 若い農夫                   | ルイ・フェレオル （Louis Féréol）                                                              |
| マッキルトン         | バス         | MacIrton      | 治安判事                   | フィルマン （Firmin）                                                                          |
| マルグリット         | メゾソプラノ | Marguerite    | 旧城主の時からの女中頭     | マリー・デブロス （Marie Desbrosses）                                                          |
| ガブリエル           | バス         | Gabriel       | ディクソンの農場の召使     | ベルニエ （Belnié）                                                                            |
| 合唱：村人たち       |              |               |                            |                                                                                                |

## 楽器編成
- 木管楽器: フルート（2番はピッコロ持ち替え）2、オーボエ2、クラリネット2、ファゴット2
- 金管楽器: ホルン2、トランペット2、コルネット2、 トロンボーン1
- 打楽器: ティンパニ1
- 弦楽五部、ハープ

## 上演時間
序曲:約8分、第1幕:約50分、第2幕:約65分、第3幕:約40分、全幕で約2時間43分

## あらすじ
時と場所： 1759年のスコットランド

### 第1幕
スコットランドの農家の中庭

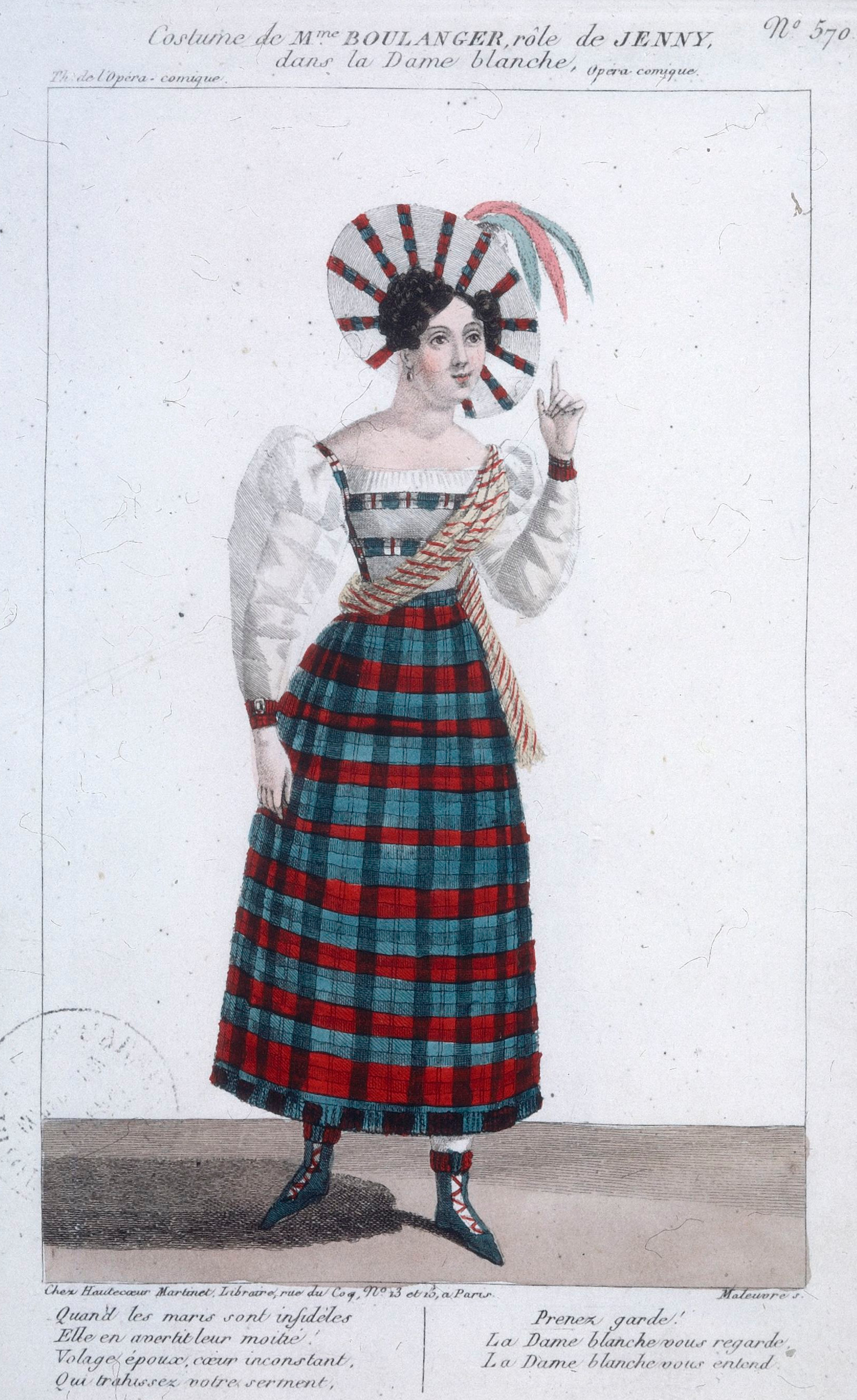
ジェニーのコスチューム

若い農夫のディクソンとジェニー夫婦の娘が洗礼の儀式の日を迎えている。皆が集まって、洗礼を祝って浮かれ〈合唱〉「バグパイプを吹き鳴らせ！」（Sonnez, cornemuse et musette !）と歌う。代母は既に花束を手にして準備が整っているのに、代父になるはずだったシェリフが病気になってしまったと連絡があったので、ディクソンはがっかりしている。皆も今日の赤子の洗礼式は延期されざるを得ないかと心配している。そこに、一人のジョルジュが腹を空かせて、金は出すから何か食べさせてくれないかとやって来る。ディクソンはハイランド地方の男はもてなしに金を要求するなんてことはしないと言い、お前はどこの誰だと聞く。すると、ジョルジュは陽気に〈アリア〉「兵士であることは、何と楽しいのだ！」（Ah ! quel plaisir d’être soldat !）を歌い、身分を明かす。すると、ディクソンは食事をもてなすから、代わりに娘の代父になってくれないかと頼む。ジョルジュが快諾すると、皆は再びパーティーの準備に再び取り掛かる。二人だけになると、ディクソンはジョルジュにもう少し詳しく身の上を教えてくれないかと言うと、自分はジョルジュ・ブラウンというのだが、家族のことも、子供の頃のことも記憶がない。覚えているのは子供の頃、ダンカンという男に預けられ、厳しく育てられたが、やがてそこから逃亡して、王軍に入隊し、士官に昇進した。6ヶ月前のハノーファーの戦いで負傷した。その後、意識を取り戻すと、小さな小屋に寝かされていた。そこでは美しい娘が面倒を見てくれたが、ある日、彼女は突如として姿を消してしまった。自分は彼女のことが忘れられず、彼女を探したのだが、消息は掴めなかった。すると、今度はダンカンに突然再会し、かつて自分を育ててくれたことに礼を言い、所持金の半分ほどを差し出したのだが、自分が預けられた事の詳細や相続に関することは結局聞かずじまいだったと長々と説明する。
すると、ジェニーが戻って来て、教会の都合で洗礼は夕方なら受けられるが、今夜かうちに泊まってもらえるかと言う。ジョルジュは急いではいないので、泊まることにして皆は酒を酌み交わし始める。折角、滞在することになったので、近くの名所などを訪れてみたいが、良い場所などはあるかとジョルジュが訊く。ディクソンはこの近郊に城があって、いつもなら誰でも気軽に行けるのだが、今回は生憎昨日から旧城主のアヴェネル伯爵の代理人ガヴェストンが戻って来ていて、明日競売にかけるということで城は閉鎖されているということだと説明する。さらに、旧城主はスチュワート家の一族だったため、カロデンの戦いの後、フランスに亡命し、そこで亡くなったと言われている。ガヴェストンという男は狡猾なので、その城を我が物にしようと企んでいるらしいと言う。すると、ジェニーはあの男の企てなど上手く行きはしないだろう、何故なら今夕、ある少年が白衣の婦人が歩いていたのを目撃したからだと言う。ジョルジュがそれはどんな人物かと問うと、ジェニーはおもむろに白衣の婦人の〈バラード〉「ここから見える美しい館には」（D’ici voyez ce beau domaine）を歌い、数百年前より、あの城には白衣の婦人が居り、悪事を企む男は彼女に懲らしめられてきたのだと言う。ディクソンはこの話はただの伝説などではなく、自分は13年前父親が死んで、無一文になった時、野原で白衣の婦人に会い、彼女から2，000ルーブルも入った財布を貰い、そして将来、自分が本当に困ったら助けに来て欲しいと言われたと話す。すると、農夫がディクソンを呼びに来るので、彼はジョルジュに妻と一緒に待っていて欲しいと言って、外出する。二人きりになるとジェニーは実はいつもは恐怖に苛まれながら生活していると言う。ジョルジュの勇敢そうな表情に見とれて、彼の手を取ると、ジョルジュの手も震えている。ジェニーは何故あなたは震えているのかと聞くと、自分は美しい女性が目の前にいると胸がドキドキして震えてしまうのだと言って、勇敢になるにはこれしかないと言い、ジェニーにキスしてしまう。そこに、ディクソンが顔面蒼白になって戻って来ると、白衣の婦人から手紙を受け取ったと言い、それを読み上げる。そこには、今夜城に来て、聖ジュリアン・ダヴェネルの名において、一夜の宿を乞うべしと書かれていた。ジェニーはこれは悪魔の仕業ではないかと怯え、夫に行かないように頼む。すると、ジョルジュが自分が代理で行こうと言い、ディクソンに城まで案内して欲しいと頼む。急に天候は嵐となり、ディクソンは震えあがるが、ジョルジュは意気揚々と城へ向かうのだった。

### 第2幕

#### 第1場
アヴェネル城の大広間

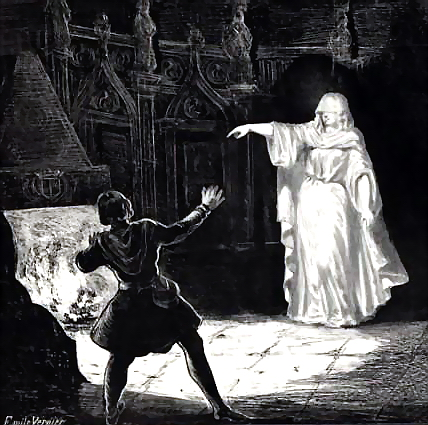
白衣の婦人出現の場面

長年に亘ってアヴェネル家に仕えているマルグリットが糸を紡ぎながら〈クプレ〉「哀れなマルグリット」（Pauvre dame Marguerite）を歌い、死ぬ前に旧主に会いたい、せめて旧主の息子のジュリアンに会いたいと思いを語る。そして、この城の守護者である白衣の婦人に助けを求める。そこに、アンナが現れる。アンナは旧主に拾われた孤児で養女として育てられたのだった。マルグリットはアンナと二人きりになると、アンナに彼女が城に戻ってから二人きりで話す機会がなかったのだから、これまでの経緯を教えて欲しいと言う。アンナは伯爵は亡命するとすぐに亡くなってしまい、伯爵夫人も監獄に入れられてしまい、息子のジュリアンはダンカンに預けられた。自分は8年間も伯爵夫人の世話をしていたが、とうとう彼女もなくなってしまい、ガヴェストンが自分の後見人になってしまった。その後、彼に引き取られて帰国する途中に戦争に遭い、一人の負傷兵を看護していたが、戦争が終わるとガヴェストンに急に連れられて帰ることになったが、彼にはまともに挨拶すらできずに別れた。しかし、彼のことは未だに忘れられないと言う。

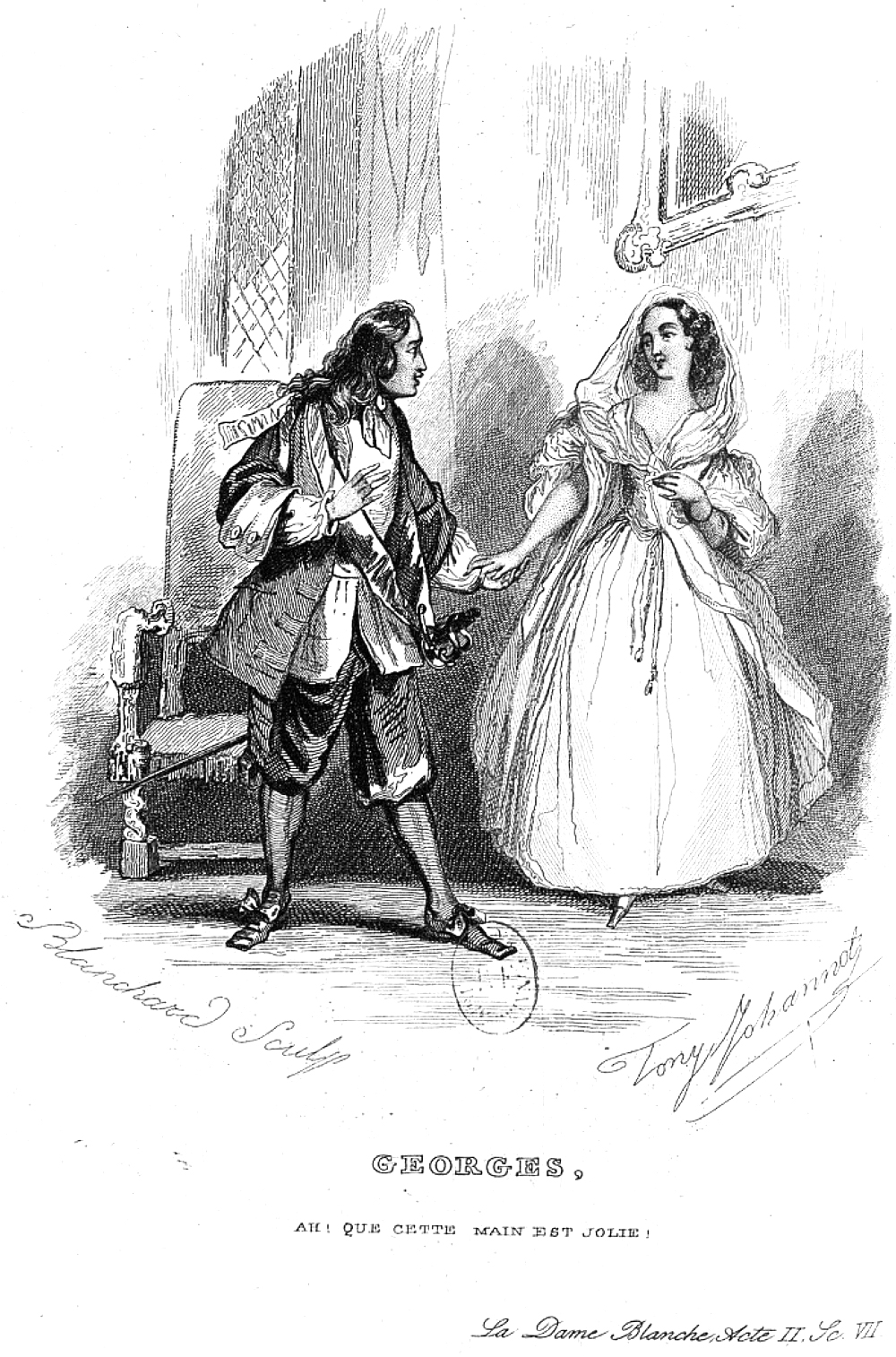
白衣の婦人とジョルジュ

マルグリットはアンナがジュリアンと結ばれることを願っていたので、その恋は残念だと言うと、アンナはジュリアンとは身分が違い過ぎるから結婚は無理だろうと言う。とは言え、ジュリアンのためにこの城をガヴェストンの横領から二人で力を合わせて守ろうと言う。今夜、聖ジュリアンの名のもとに、一夜の宿を求める者が現れれば、場内に入れてやろうと言う。ガヴェストンは伯爵夫人が死ぬ前にアンナに渡した手紙の内容を問い質すが、アンナは答えない。その時、門の鐘が鳴る。アンナは多分、巡礼者だろうから、入れてやろうと言うが、ガヴェストンは反対する。
そこに、マルグリットがやって来て、聖ジュリアンの名のもとに、一夜の宿を求める者が現れたので、もう奥に通したと言う。ガヴェストンは追い返せと言うが、アンナはもし受け入れてくれれば、明日例の手紙の内容を話すと言うと、ガヴェストンはそれを許す。現れたジョルジュは自分は軍人で、白衣の婦人の手紙を受け取ってやって来たと話す。ガヴェストンは少々訝るが、ジョルジュが好青年なので、早く休むように言うと、自分の部屋に入る。ジョルジュは一人になると、〈カヴァティーヌ〉「来られし、優しき婦人よ！」(Viens, gentille dame) を歌う。すると、窓が開き、白衣の婦人が姿を現す。ジョルジュは自分はディクソンの代理で、ジョルジュ・ブラウンという名のものだと名乗る。白衣の夫人は貴方はハノーファーの戦いで負傷した軍人だろうと言うので、驚き、夫人の不思議な力を信じて、その時、自分を看護してくれた娘に是非とも会わせて欲しいと頼む。夫人はそれならば、もし貴方が夫人の言う通りにするなら、貴方の願いを叶えてやろうと言う。そして、明日行われる城の競売はガヴェストンの悪だくみであるから、彼の魂胆通りにならぬよう指示を出すので、それに忠実に従うよう伝えると姿を消す。そこに、ガヴェストンが現れ、もう朝だと言う。ジョルジュはガヴェストンに昨夜、白衣の婦人に会って、彼女に惚れてしまっただのと冗談を言う。さらに、夫人はガヴェストンの城の買収計画は失敗すると思っているようだったと伝える。ガヴェストンは自分があの城の新しい城主になるだろうが、誰が本当のことを言っているか、実際に競売の現場に来て見るがよかろうと言う。

#### 第2場
競売場
村人や従者たちが新しい城主が誰になるか競売を見に集まっている。マルグリットもとうとう悲しい時が訪れてしまったかと言いながら現れる。ディクソンとジェニーも姿を現す。ジョルジュもやって来て二人に昨日白衣の婦人にとのことを訊かれ、後で話すと小声で治安判事とガヴェストンは競売の開始を宣言する。ガヴェストンとディクソンの間で値段がつり上げられていく。そして、額が10万エキュとなると、ディクソンは降りざるを得ない。競争者が沈黙し、まさにガヴェストンが落札しようとした瞬間に、突然アンナが現れて、ジョルジュの隣に座り、さらに、値段をつり上げて応札しなさいと指示する。ジョルジュは逢いたかった娘が現れて、喜びで満たされ、その言葉に従って、最終的に50万フランという法外な額で、ジョルジュが落札する。ガヴェストンは怒り狂う。

### 第3幕
アヴェネル城の大広間

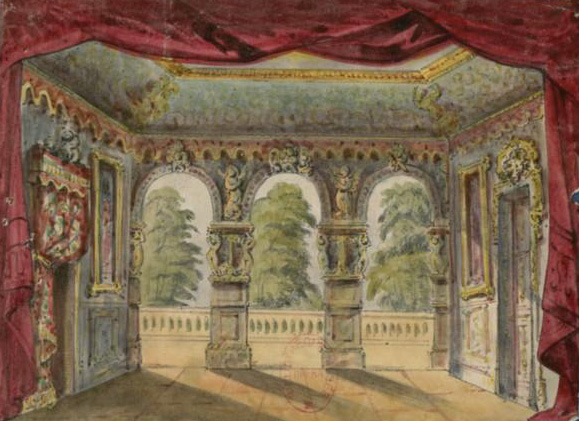
第3幕のスケッチ

アンナは子供の頃、一緒に育ったジュリアンのためにこの城を守り抜こうと〈アリア〉「私が幼かった頃のように」（Comme aux beaux jours de mon jeune âge）を歌う。すると、マルグリットがやって来て、あのジョルジュという若者は本当にあんな大金をはらうことができるのだろうかと心配する。アンナは実はあれは全て自分が指図してやらせたことで、ガヴェストンの悪だくみからこの城を守り、本当のこの城の所有者が戻った時に引き渡すことが目的なのだと説明する。自分はまだ被後見人の身分で競売には参加資格がないので、あの若者にやらせたのだと言う。アンナはマルグリットに白衣の婦人の彫像のありかを訊ねる。マルグリットは以前はこの部屋に置いてあったのだが、伯爵が出発した夜、静かに階段を降りて立ち去るのを見たと言う。アンナは疑うが、マルグリットは自分だけでなく門番も目撃している。門番は城主の息子ジュリアンが戻らなければ、彫像は返却されないだろうと考えていると言う。アンナが伯爵夫人の遺書には彫像の下に財産が隠してあると書かれていたと言うと、二人は秘密の通路を通って、彫像を探しに行く。
城には村人たちが新しい城主を祝うために集まってきている。ジョルジュはこの城には見覚えがあり、何か不思議な気持ちだと言う。これはあの白衣の婦人の魔力なのかと思いながら、村人たちがこの地方の民謡を歌っているのを聞く。すると、その旋律にも聞き覚えがあり、自分も口ずさみ始める。村人たちが立ち去ると、ガヴェストンが現れる。彼はジョルジュにどうしてこの城をあんな大金で購入したのかと問う。ジョルジュは自分は一文無しだが、あの白衣の婦人の指示で買ったのだと正直に話す。ガヴェストンは笑い出し、本日の正午までに全額を治安判事に支払わなければ、監獄行きだぞと警告する。ジョルジュは心配ないと言い、立ち去る。そこに、治安判事がロンドンから重要な情報が届き、それによるとあのジョルジュは旧城主の息子ジュリアンであることが判明したと言う。城主から息子の身分を隠して育てよと命令された執事ダンカンはジュリアンの養育費を私用に散財してしまい、ジュリアンを冷酷にあつかってしまったが、そのダンカンは既に死亡しているのだが、その遺書の中にジュリアンはジョルジュ・ブラウンという名前で軍人になったと書かれていたのであると言う。それを聞いて、ガヴェストンはそのことを誰にも知らせず、ジョルジュを監獄に入れてしまおうと言い、二人は立ち去る。秘密の通路に隠れていたアンナはこの話を全て聞いてしまう。アンナはジョルジュの身分を知り、自分の恋が成就できないと悟って、がっかりする。そこに、マルグリットが現れ、彫像を礼拝堂で発見したと伝える。アンナは二人でこの城を出る準備をしようと言う。すると、ディクソンとジェニーがやって来て、本当はこの城は自分が白衣の婦人から貰うことになっていたはずだが、と言う。ジョルジュはそれなら権利を譲ると言うが、ガヴェストンが現れ、金が払えない時は監獄行きだぞと脅すと、ディクソンは慌てて辞退する。そこに、白衣の婦人が姿を現して、ジョルジュこそがジュリアンであると宣言し、金庫の鍵を渡す。怒ったガヴェストンは白衣の婦人からヴェールを取り払うと、それはアンナであった。ジュリアンは感激して、アンナに結婚を申し込む。身分の違いを理由に、アンナが拒否すると、もしアンナが自分の愛を受けてくれないのなら、自分も財産を受け取らないと言うと、アンナがジュリアンの胸に飛び込み、喜びの内に大団円となる。

## 主な録音・録画（原語）
| 年   | 配役 ジョルジュ・ブラウン アンナ ガヴェストン ジェニー ディクソン マルグリット                                                | 指揮者、 管弦楽団および合唱団                                          | レーベル                            |
| ---- | --- | ---------------------------------------------------------------------- | ----------------------------------- |
| 1961 | ミシェル・セネシャル フランソワーズ・ルヴェ アドリアン・ルグロ ジャーヌ・ベルビエ アンドレ・ドニア ジュヌヴィエーヴ・ブド     | ピエール・ストール パリ交響楽団 フランス放送合唱団                     | CD: Accord EAN : 3229262208628      |
| 1964 | ニコライ・ゲッダ エルナ・スプーレンベルク フース・フークマン ソフィア・ファン・サンテ フランス・フローンス ミミ・アルデン     | ジャン・フルネ オランダ放送フィルハーモニー管弦楽団 オランダ放送合唱団 | CD: Opera D'oro EAN : 0723724476028 |
| 1996 | ロックウェル・ブレイク アニック・マシス ロラン・ナウリ ミレイユ・ドゥルンシュ ジャン＝ポール・フシェクール シルヴィ・ブリュネ | マルク・ミンコフスキ パリ室内管弦楽団 フランス放送合唱団               | CD:EMI EAN : 0724355635525          |